# RSV Braunschweig
Der Rasensportverein Braunschweig von 1928, kurz RSV Braunschweig, ist ein Sportverein in Braunschweig. Der Verein ist vor allem im Kanusport erfolgreich, darüber hinaus gibt es im RSV Abteilungen für Tischtennis, Fußball und Frauengymnastik.

## Geschichte
Der RSV Braunschweig wurde 1928 als Eisenbahnersportverein unter dem Namen Reichsbahn Turn- und Sportverein gegründet, nach Kriegsende kam es 1949 zur Wiedergründung unter dem neuen Namen RSV.
Die Tischtennis-Abteilung des Vereins wurde am 1. März 1949 gegründet. 1980 qualifizierten sich die Damen des RSV in der Besetzung Doris Boening, Christine Hübner, Christa Hustedt, Freia Runge und Susanne Sassin als Meister der Regionalliga Nord für die Aufstiegsrunde zur 1. Bundesliga. Der Aufstieg in die 1. Liga gelang dort jedoch nicht, in der Folgezeit spielte der RSV auch für einige Zeit in der 2. Bundesliga.
Am 27. November 1952 wurde die Kanu-Abteilung des RSV gegründet, 1957 wurde das erste Bootshaus des Vereins bezogen. 1961, 1963 und 1965 wurde der RSV jeweils deutscher Mannschaftsmeister in der Disziplin Wildwasser-Kanadier. 2014 wurde der RSV in München erstmals Deutscher Vereinsmeister in der Disziplin Freestyle.

## Persönlichkeiten
- Anke Asmer, Deutsche Meisterin im Kanu-Zweier-Kanadier-Wildwasser Mixed 1986, 1987, 1988, 1990
- Kai Asmer, Deutscher Meister im Kanu-Zweier-Kanadier-Wildwasser Mixed 1986, 1987, 1988, 1990
- André Ehrenberg, späterer Kanu-Bronzemedaillengewinner bei den Olympischen Spielen 1996[3]
- Wolf-Rüdiger Krause, späterer Fußball-Bundesligaspieler bei Eintracht Braunschweig und Deutscher Meister 1967
- Florian Meyer, Fußballschiedsrichter
- Dieter Seiler, Deutscher Meister im Kanu-Zweier-Kanadier-Slalom 1964[7] und im Zweier-Kanadier-Wildwasser 1965[8]
- Günter Tuchel, Deutscher Meister im Kanu-Zweier-Kanadier-Slalom 1964[7] und im Zweier-Kanadier-Wildwasser 1965[8]